# Oskar Bernadotte (1859–1953)
Oscar Carl August Bernadotte (ur. 15 listopada 1859 w pałacu Drottningholm, zm. 4 października 1953 w Grödinge obecnie w gminie Botkyrka) – do 15 marca 1888 książę Szwecji i Norwegii, a także książę Gotlandii, od 2 kwietnia 1892 hrabia Wisborga, wojskowy, od 1903 wiceadmirał. Pierwszy honorowy członek Królewskiej Szwedzkiej Akademii Nauk.

## Życiorys
Urodził się jako drugi z czterech synów następcy tronu Szwecji i Norwegii, księcia Östergötland Oskara (przyszłego króla Szwecji i Norwegii Oskara II) i jego żony księżnej (późniejszej królowej) Zofii Wilhelminy. W państwach tych panował wówczas jego stryj Karol XV (w Norwegii jako Karol IV). Jego starszym bratem był przyszły król Szwecji Gustaw V.

## Rodzina
15 marca 1888 w Bournemouth poślubił Ebbę Henriettę Munck af Filkila. W wyniku jej niedynastycznego pochodzenia stracił prawa dynastyczne i tytuły księcia Szwecji i Gotlandii. 2 kwietnia 1892 jego wuj wielki książę Luksemburga Adolf nadał mu tytuł hrabiego Wisborga. Para miała pięcioro dzieci:
- hrabiankę Marię Sophię Henrietta Bernadotte (1889–1974)
- hrabicza Carla Oscara Bernadotte (1890–1977)
- hrabiankę Ebbę Sophię Bernadotte (1892–1936)
- hrabiankę Elsę Victorię Bernadotte (1893–1996)
- hrabicza Folke Bernadotte (1895–1948)

## Odznaczenia
M.in.:
- Order Królewski Serafinów (Szwecja)
- Order Karola XIII (Szwecja)
- Odznaka Pamiątkowa Króla Króla Oskara II (1897, Szwecja)
- Medal Srebrnego Wesela Księcia Gustawa i Księżnej Wiktorii (1906, Szwecja)
- Odznaka Pamiątkowa Złotego Wesela Króla Oskara II i Królowej Zofii (1907, Szwecja)
- Odznaka Jubileuszowa 70 Urodzin Króla Gustawa V (1928, Szwecja)
- Order Wierności (Badenia)
- Order Bertholda I (Badenia)
- Order Leopolda (Belgia)
- Order Krzyża Południa (Brazylia)
- Order Słonia (Dania)
- Order Zbawiciela (Grecja)
- Order Chryzantemy (Japonia)
- Order Zasługi (Nassau)
- Order Świętego Olafa (Norwegia)
- Order Wieży i Miecza (Portugalia)
- Order Orła Czerwonego (Prusy)
- Order Orła Czarnego (Prusy)
- Order Świętego Andrzeja Apostoła (Rosja)
- Order Świętego Aleksandra Newskiego (Rosja)
- Order Świętej Anny (Rosja)
- Order Orła Białego (Rosja)
- Order Świętego Stanisława (Rosja)
- Order Sokoła Białego (Saksonia-Weimar)
- Order Maha Chakri (Syjam)
- Order Korony (Syjam)
- Order Trwałego Pokoju (Tunezja)
- Order Osmana (Turcja)
- Złoty i Srebrny Medal Zasługi (Turcja)
- Order Świętego Stefana (Węgry)
- Order Kamehamehy I (Hawaje)
- Order Świętego Karola (Monako)